# Kamouraska
Kamouraska är en kommun i provinsen Québec i Kanada. Den ligger i regionen Bas-Saint-Laurent, i den östra delen av landet, 500 km nordost om huvudstaden Ottawa. Kommunen bildades 1987 genom sammanslagning av bykommunen med samma namn och socknen Saint-Louis-de-Kamouraska.